# Sarcaulus wurdackii
Sarcaulus wurdackii är en tvåhjärtbladig växtart som beskrevs av Aubrev. Sarcaulus wurdackii ingår i släktet Sarcaulus och familjen Sapotaceae. IUCN kategoriserar arten globalt som sårbar. Inga underarter finns listade i Catalogue of Life.